# 江戸英雄
江戸 英雄（えど ひでお、1903年（明治36年）7月17日 - 1997年（平成9年）11月13日）は、日本の実業家。三井不動産社長を務めた。終生、三井グループに影響力を持ち続け、グループ内で地位の低かった三井不動産を「三井御三家」の一角に押し上げた。また東京ディズニーランドのオープンに尽力したほか、妻と娘が関わった桐朋学園の発展にも一役買った。

## 来歴・人物
茨城県筑波郡作岡村（現在のつくば市）の農家に生まれる。兄1人、姉3人の末っ子だったが、2人の姉は子供の頃早世した。
村の小学校を卒業後、茨城県立下妻中学校（現在の茨城県立下妻第一高等学校）に入学した。自宅から中学まで10キロあったが毎日自転車で通い、隣村の一級下の赤城宗徳（衆議院議員）は同じ自転車通学の仲間だった。政府の旧制高等学校増設方針によって水戸高等学校が設置されることになり、腕試しのつもりで、1920年（大正9年）7月、全国高校同時に同じ問題で一斉に行われた入学試験を受験する。しかし、江戸が志望した文科甲類（第一外国語英語）は10倍を超える競争率だった。とても合格できる見込みはないと思い、受験直後に上京して、神田の姉の家の泊まり、翌年を期して研数学館と正則英語学校の夏期講習に通い出した。7月下旬となり、そろそろ合格の発表があるころと思い、恐る恐る官報を見ると、全国高校合格者水高の部に自分の名を見つけた。この年、下妻中学校からの合格者は7人だった。
水高は全寮制で、6畳の日本間に2人ずつ入れられ、原則としてアイウエオ順に組み合わされたため、小川栄一（藤田観光社長）と同室となった。これがその後、60年にわたる小川との交友の契機となった。最初、江戸らの部屋の近所には、文科甲類組の青木秀夫（新潟県知事）、岩田誠（最高裁判事）、鈴木直人（内務官僚・政治家）、柴沼直（文部官僚・東京教育大学学長・桐朋学園理事長）らがおり、みな社会に出てからも、永年懇意に付き合った。寄宿生活では友人たちが文化的教養豊かで博識の者が多いのにコンプレックスを感じ、引きずられるように読書に取り組んだ。なかでも河上肇の『貧乏物語』を読んで感激し、その後『社会問題研究』その他の著書を耽読。だんだん『資本論』などにも取り組んでいった。3年の時、1年後に迫ってきた東大の入試に備えるため、柴沼とともに常磐公園（偕楽園）近くの神崎寺前の素人下宿に移った。
1923年（大正12年）4月、東京帝国大学法学部英法科に入学する。水高同窓はほとんど全員合格した。東京では、神田駿河台の姉の嫁ぎ先に居候させてもらい、毎日歩いて通った。当時東大では2年で高等文官試験外交科にパスすることが最高の栄誉だった。江戸は別段外交官志望ではなかったが、第1の努力目標としてこれに挑戦しようと思い、睡眠時間は5時間と決め、講義を聞く時間を含め1日15時間ぐらい机に向かう生活を始める。ところが、9月1日の関東大震災で姉の家は全焼してしまった。江戸も、身の回り品や本が焼かれ、苦労して集め秘蔵していた"赤い本"も失った。このあと大学入学後の生活の激変や震災後の変則的な生活がたたってか結核で倒れて、療養生活を送る。3年になって、ときどき登校できるようになり、講義も断続的に聴講するが、いよいよ卒業期であり就職試験期に差し掛かっていた。欲をいえばあと1年くらい静養したかったが、家庭の事情からそれは許されない。東大法科を出た以上は役人にと思っていたが、高等文官試験を受けていないためそれは無理だった。それでも大学で「優」の数が多いことを頼みとして、農林省と商工省を受けると、農林省は合格した。しかし役人の道を進むとすれば、勤めながら高文を通らねばならない。それには健康に自信が持てず、農林省への就職はいまひとつ乗り気になれなかった。1927年（昭和2年）の年が明け、就職受験期が終わった頃、東大の掲示板に三井合名の「英法卒業生一両名採用」という掲示があった。当時、やや左がかっていた江戸は、三井という大財閥に対して好感を持っていなかったが、三菱系の会社の重役をしていた叔父が「いい会社だから受けてみろ」というので、受験したらパスし、三井合名会社に入社した。

### 三井合名入社
不動産課に配属され、2年ほど働き、三井本館の竣工をまって文書課に配転となった。1932年（昭和7年）3月5日、この日は朝10時から定例理事会が予定されていた。朝寝坊の團琢磨理事長はいつも定時に遅れたが、当日は特に遅く、江戸が団宅に2度目の催促電話をしたあと、間もなく運転手が文書課に転げ込むように入ってきて、「だんなさまが今やられました」と叫んだ。
団の暗殺後、江戸は三井合名に特設された社会情勢調査の特別部門も兼ねることになった。時局の重大化にともない、三井でも軍需産業部門の新設拡充が求められ、増税が相次ぎ、三井家の相続問題も続いて起こった。所要資金の額は莫大にのぼった。この情勢に対応するためには、従来の閉鎖的な合名会社組織を根本的に改変し、資金調達の多様化を図る必要があった。三菱・住友両社は、いち早く1937年（昭和12年）中に改組を断行し、本社の株式組織化を実現していた。だが、三井には11家の主人があり、しかも団理事長暗殺のあと、その発言力は強大となり、合名の首脳陣は動きがとれずのびのびとなっていた。しかし南条金雄の退陣を受け、理事長に就任した向井忠晴の強い決断と時局の重圧により、1940年（昭和15年）8月、親会社の三井合名を子会社の三井物産に合併するという異例の形で改組が実現した。江戸はこの改組により、三井家の事業統括機構として設けられた三井総元方総務部長代理（文書担当）となった。懸案の改組が成り、合併後、物産株を公開し、財務的には一応目的を達したが、1943年（昭和18年）9月に物産出先の経済違反事件である山西事件が起こると、軍方面より物産のあり方が強い批判を受け、向井ら首脳陣全員が辞任する事態となった。これに伴い、本社設置計画が急速に進められ、翌44年3月1日、三井物産の商事部門を新三井物産、木材部門を三井木材工業に分離独立させ、分離後の物産に三井総元方の機能を併せ三井本社とした。この改組については江戸らが企画立案し、その推進に当たった。
玉音放送は三井本館で聞くが、8月21日のロイター電は「大戦に対する三井の責任追及されん」と伝えてきた。敗戦後、三井本社では住井辰男、松本季三志の両常務が物産の宮崎清社長と一緒に、GHQ側の担当者経済科学局長のクレーマー・レイモンドと数次にわたって折衝を行い、相手の誤った日本財閥観を是正し、認識を新たにしたように見えたが、米側の既定方針を変えさせることはできなかった。11月6日、GHQの指令により、形式は自発的の名目の下に、三井、三菱、住友、安田の4財閥の解散が決定した。同日、三井高公三井本社社長は本社社員を社員食堂に集め、悲壮な解体の挨拶をした。挨拶案は江戸らが泣きながら起草したものだったが、聞いたときも涙をとめることができなかった。

### 三井不動産入社
1947年（昭和22年）三井不動産労組の中井武彦初代委員長（のち専務）と副委員長の和田一郎（のち常務）が江戸に同社への入社をすすめた。そのころの三井不動産は、規模は三菱地所の5分の1か6分の1、所有しているビルも東京と大阪に2か所、あわせても2万坪そこそこしかない名もない不動産会社だった。しかし、三井合名の不動産課が独立してできた会社であり、本社解散にともない、多くの人が移っていた。それまで江戸は本社解散後、三井本社で清算人の仕事を手伝っていたが、これからは三井関係の工場や鉱山など現場へ行って出直そう覚悟を決め、だいたい三井鉱山への転出が決まっていた。だが、本社と三井家の後始末が残っており、東京にいたほうが便利だと思って考え直し、この招請を引き受け、同年10月管理部副部長として入社した。
財閥商号商標護持に奔走
1949年（昭和24年）9月、HCLC（持株会社整理委員会）は「三井、三菱、住友三財閥は、昭和25年6月までにその商号、商標を変更し、同7月1日から向こう7年間これを使用してはならない」と指示し、翌50年1月には、これを裏付ける国内政令が発令された。終戦直後の財閥解体指令には商号・商標使用禁止の一般的規定はなかったが、GHQはその後の集中排除法、企業再建整備法など適用の機会に、逐次個別指導によって使用禁止を強要しており、当時すでに金融機関は、三菱銀行は千代田銀行、三井信託銀行は東京信託銀行などに全部社名を変更していた。また住友系各社などではいち早くほとんど全部社名を変え、保険、電工、倉庫3社のみ温存していた。しかし、三菱は三菱電機など8社、三井も三井鉱山など8社がなお旧商号を使っていた。商号・商標の使用禁止はきわめて大きな問題であるので、各グループとも種々対策を講じることにしたが、なかなか良案は得られなかった。そんな時、たまたま三井合名時代の同僚で新設の三井化学取締役総務部長に転出していた宮崎基一から当時取締役業務部長に就任していた江戸に、アメリカ側の5人委員会のメンバーを務め、任務終了後、日本に留まって弁護士となり、三井化学に対し、技術導入の斡旋をしていたのハッチンソンから、商号使用禁止指令は明らかにアメリカ本国政府の方針に反する左翼分子の仕業であるから、アメリカ政府に働きかければ指令廃止が可能であるとして、斡旋を申し入れる旨連絡があった。しかし成功報酬は最低4000万円という、当時としてはとんでもない額だった。
この申し入れを受けて三井では、当時社名を温存していた各社首脳の協議の結果、少しでも見込みがあるならば、いかなる犠牲を払っても、対策を講ずるべしとの結論を得て、ハッチンソンの申し入れに応ずることとし、江戸らがその事務局を担当することになった。そこへ、水高後輩の住友電工の平野禎雄常務（のち副社長）から江戸に、住友側もぜひ参加したいとの申し入れがあったので江戸はそれに応じ、さらに、それなら三菱グループも誘って見ようと考え、三菱の最長老石黒俊夫（当時三菱本社清算人のち三菱地所会長）にところにかけつけ、三菱の参加を勧誘したところ、石黒は各社首脳と協議の上で、ハッチンソンに留保条件付きで、参加の申し入れがあった。こうして戦前戦後を通じ、初めて3グループ共同で大規模作戦が展開されることになった。
政令の実施は目前に控えており、対策は焦眉の急に迫られていたので、米本国への直接働きかけとは別に吉田茂総理にも直訴してマッカーサー総司令官に申し入れをしてもらうことにした。幸い水高後輩で、新進の衆議院議員であった塚原俊郎が吉田のお気に入りで、始終側近にいたので、塚原を通じ詳細に事情を話して頼んでもらった。その結果、政令の実施延期をマッカーサーに申し入れてくれる見通しが得て、1950年（昭和25年）6月、吉田の約束通り政令施行は1年延期された。しかし、サンフランシスコ講和条約調印が遅れたため、再度政令実施は1年延期され、結局1951年（昭和26年）9月条約調印、翌52年4月発効のとき国内政令は廃止された。
三井本館に三菱電機のエレベーターが1基取り付けてあるが、これは戦時中金属回収により取り外されたエレベーター復旧の際、同社の高杉晋一社長の依願で財閥商号商標護持の共同闘争の記念塔として取り付けられたものである。しかし、これには後年三井内からだいぶ批判があった。

### 社長就任
疑獄事件、会社内紛事件である三井不動産事件（別名：三信ビル事件）の混乱の中、1955年（昭和30年）11月社長に就任した。就任するとすぐ、すでに90%の余りの清算を終えていた三井本社を清算結了促進のため合併した。これで三井不動産は、名実ともに三井合名の名跡を継ぐことになった。
浚渫埋め立て事業に進出
また新しく、浚渫埋め立て事業に進出することを決断した。江戸はかねて、東京通産局長の中村辰五郎らから、資源のない日本経済発展上、鉄鉱石、石油その他大量の原材料受け入れと、製品積み出しのため、大型港湾の造成と、海岸工場用地造成、特に京葉地帯の重要性の進言を受け、ひそかに検討していた。翌年夏、公共事業特別調査委員を委嘱され、全国の公共事業を調査することになり、柴田等千葉県知事の案内で、県下の公共事業を視察した時、湾岸一帯の説明を受け、いよいよ京葉地帯の埋め立てに取り組む決意を固め、準備態勢が整っている時、柴田知事と友納武人副知事（のち知事）から、五井市原地区120万坪の浚渫埋め立てにつき引き受け依願があり、進んで応諾することにした。当時千葉県は赤字貧弱県で、工事実施の余裕がないため、工事会社が漁業補償を支払い、工事を立て替え施工し、進出希望企業に分譲して、工事費を回収する、いわゆる千葉方式によった。1957年（昭和32年）10月、千葉県との間に埋め立てに関する基本協定を締結すると同時に、埋め立て施工会社として第一港湾会社（のちの三井港湾会社）を設立、社内機構としては坪井東（のち社長）を担当課長とした。浚渫船も新たに建造して、翌58年春から着工し、61年7月に完成を迎えた。五井市原地区着工当初は、まだ景気後退の余波があったが、やがて神武景気に乗って進出企業も相次ぎ、各社とも直ちに工場建設にとりかかり、京葉工業地帯発展の原動力となった。
1963年（昭和38年）4月、知事となった友納が来社し、千葉港中央地区（出洲地区）につき、浚渫埋め立てによる新市街地開発に協力申し入れがあった。坪数182万坪、費用概算300億円、県1、三井2の割による共同事業とするものだったが、一つ至難の条件があった。それは数年間難航した漁業補償が急転解決したので、逆転を押さえるため、その補償費50億円を三井側で早急に工面、供出することであった。ところが当時の金融情勢と三井不動産の実力では、それは到底不可能と考えられた。そこで江戸は、かねて面識のあった日本不動産銀行（のち日本債券信用銀行）の勝田龍夫常務（のち頭取）のところに駆けつけ、星野喜代治会長、湯藤實則頭取と3人一緒の場で懇請。3日後にオーケーの返事を得て、 この大事業に取り組むことになった。また大きな地域開発については、官民協力、民間協力で行うべしという持論だったので、この事業につきテストケースとして試みたいと思い、三菱地所の渡辺武次郎社長と住友不動産の瀬山誠五郎社長に三井不動産持ち分30%を両社均分に負担加入を申し入れして一任を受けた。工事途中では昭和40年不況にぶつかり、三菱、住友を誘った責任もあり、先行きを心配したこともあったが、そのあと長い好景気が続いて、バタバタと売れていった。出洲地区は今日では、旧千葉市を上回る新千葉を形成し、千葉港を擁し、千葉市役所や千葉銀行本店も立地している。
以後、京葉地区以外にも逐次全国主要コンビナート造成に進出し、名古屋港第2区、大分鶴崎地区、岡山水島地区、大阪府堺第6区、茨城鹿島地区などが完成していった。1970年（昭和45年）不動産センター理事長。
高層ビルを建設に取り組む
埋め立て事業が順調に進んだことから、本来のビル建設にも力を注ぎ、唯一の自社保有である日比谷の土地に1960年（昭和35年）日比谷三井ビルディング（2011年解体）が完成し、次いで、日本最初の超高層ビルである霞が関ビルの建設に挑戦し、ちょうど明治100年に当たった68年に完成した。霞が関ビルに引続き、西新宿の淀橋浄水場跡の一角を入手し、74年新宿三井ビルが竣工した。
宅地、住宅、周辺事業への進出
1960年から宅地開発の事業に進出し、全国に大規模な住宅地を開発し、多くのニュータウンを建設していった。さらに昭和40年代には中高層（マンション）、戸建て住宅分譲にも進出。また周辺事業への多角的展開も図り、会長時代にはららぽーと船橋ショッピングセンター、東京ディズニーランド（後述）が開業した。

### 会長に退く
1974年（昭和49年）5月、事業が軌道に乗ったので、社長の席を坪井専務に譲り、会長に就任した。87年には田中順一郎専務が社長、坪井社長が会長に就任し、江戸は取締役相談役になり、経営の第一線からは退いた。95年6月末まで取締役に留まったが、体力的な限界もあり、同月末で取締役を退き常任相談役となった。その後東京放送や京王プラザホテルなどの取締役も辞めた。
1997年11月13日、呼吸不全のため東京都内の病院で死去した。94歳没。叙従三位。墓所は青山霊園(1ロ8-21)

## 三井グループ結束に奔走
三井系企業の多くは、三井本館内に本社をもちながら、首脳陣が一新したこともあって、同じ建物内で顔を合わせても、お互いの面識がないなど、かつてのグループ意識が乏しくなっていた。しかし、財閥商号商標護持の件を契機として各グループとも内部結束を強化していき、グループとして行動することが多くなるにつれ、何か集まりを持とうとの機運が高まり、三井首脳部の間に「なんとかして各社相互の連絡をつけたい」との考えが起こり、江戸も三井の将来に強い危惧の念を抱いていたので、三井鉱山の山川良一社長や帝国銀行の石井幹武常務の意を受け、各社を奔走して連絡会の結成を呼びかけた。その結果、1950年（昭和25年）2月27日、三井本館7階会議室に三井19社の首脳が集まり、月曜会が発足し第1回の会合が開かれた。常務以上が参加する単なる連絡、懇親の集まりだったが、月曜会の結成こそ、戦後における三井系各企業の連携のスタートを意味するものであった。
その後、月曜会は参加社も増えていったが、その性格は相互の親睦の域を出なかった。このため、グループ内の横の連携をはかるべきだとの声が高まってきたので、江戸は社長会の結成に向け奔走し、1961年（昭和36年）、田中久兵衛三井銀行副社長（のち社長）、水上達三三井物産社長と江戸の3人が発起人となって、三井グループ18社の会長、社長が出席する二木会が結成された。この二木会への参加社は三井グループの中核会社とみなされた。
1989年（平成元年）三井銀行と太陽神戸銀行の合併構想が明らかとなるが、江戸はこの時「三井の名前はぜひ残してほしい」といち早く要望している。

## 東京ディズニーランドのオープンに尽力
昭和30年代前半、今の東京ディズニーランドやその周辺の土地の埋め立て話が、朝日土地興業社長の丹沢善利と水高後輩である京成電鉄社長の川﨑千春から持ち込まれた。「浦安地区260万坪の埋め立てについて、東京に近いところ約60万坪を、レジャー施設にするという条件で、県から許可が下りた。われわれ3社で別会社を作って、この仕事を引き受けないか」という誘いだった。しかし、県の許可条件である60万坪以上のレジャー施設は日本ではとても実現不可能に思われ、江戸は乗り気になれなかった。だが、丹沢が江戸のところに連日のように夜討ち朝駆けして事業参加を懇請し、川崎のほうからも「うちはレジャー施設は経験があるから京成にまかせてくれ」と言うので、嫌だ嫌だと言い続けた江戸も最後には根負けする形で、1960年7月、三井、京成、朝日各3分の1ずつ出資して、オリエンタルランドが設立され、埋め立てに関する千葉県との基本協定も、62年に締結した。
ところが、オリエンタルランドの会社設立後間もなく、丹沢が一連の黒い霧事件のうち、武州鉄道事件、虎ノ門公園跡地払い下げ疑惑、吹原産業手形詐欺事件などに関与していることが立て続けに表面化し、この埋め立て事業の主役であるはずの朝日土地興業の経営がおかしくなり、事業の主導権は京成の川崎に譲られることになった。64年から65年までにかけて、朝日土地興業は保有していたオリエンタルランドの持株をすべて手放して、完全にこの事業から手を引き、第3者に売却された朝日の持株は後日、三井・京成で半分ずつ買い戻した。
埋め立て事業の手始めは漁業補償交渉であるが、江戸は適任者として、水高後輩で名門高橋家の養子に入っていた岡崎英城（内務官僚・政治家）のいとこである高橋政知を川崎に推薦。高橋は予想以上のスピードで、この漁業補償や県との交渉をまとめた。高橋は当初オリエンタルランドの専務だったが、後年、川崎が京成電鉄社長と兼務していた社長の座のバトンタッチを受けた。
1964年（昭和39年）から開始した埋め立て工事自体はまあ順調に進み、埋立工事を続けていた段階から、レジャー施設60万坪の検討は始まっており、オリエンタルランド社内でも、海外のレジャー施設を視察した結果、60万坪を生かすにはディズニーの誘致以外にないという声が高まった。川崎は三井物産を通じてウォルト・ディズニー社にアプローチし、打診していたが、ウォルト・ディズニー社もなかなか動かなかった。彼らとしてもアメリカ以外進出したことはなかったので、慎重だったのである。
74年12月、慎重だったウォルト・ディズニー社の最高首脳がついに来日した。たまたま三菱地所も富士スピードウェイの広大な土地をディズニーランドの候補地として申し入れていたことから、ウォルト・ディズニー社の首脳は、両方の候補地をヘリコプターで視察、三菱地所の土地は問題とせず、浦安のほうを適地として判断した。浦安実査の翌々日、オリエンタルランド社とウォルト・ディズニー社は話し合いを持ち、共同で事業化を検討するという合意に達した。その後、具体的条件の交渉やマスタープランなどの準備が進み、ウォルト・ディズニー社との本契約が視野に入った段階の78、79年頃、京成電鉄の経営不振という大きな難題が起きた。
なお、この京成の経営不振が表面化する前の1977年（昭和52年）には、三井不動産は埋立地にうち、オリエンタルランドが千葉県から取得した住宅用地での戸建て住宅分譲を開始した。同じく埋立地を譲り受けて、京成はマンション中心、日本住宅公団はテラスハウス中心に展開した。いずれも都心への近さのわりに割安だったので、販売は好調に推移した。
三井不動産主導に
オイルショックと過剰流動性の反動による不況で三井不動産も京成と同様に痛手を被っていたが、三井不動産は住宅事業に急速にシフトすることで、比較的早く苦境から抜け出すめどが立っていた。しかし、京成の経営悪化は続き、三井不動産に対し、事業失敗時の金銭的ツケは一切負えないという内容の申し入れをしてきた。同時に、千葉県、浦安市、オリエンタルランドの3者から、事業は三井不動産主導によって進めて欲しいとの強い要望が出された。朝日土地興業が傾いた後は京成主導でここまでやってきたのに、この日本最大の遊園地はやるならば三井不動産の責任でということになってしまったのである。
三井不動産としても未経験の分野で、不安が大きく、当然社内でも意見が分かれて、激論が起こった。結局、社内討論の末、得た結論は、オリエンタルランドの土地の担保力をもって初めて東京ディズニーランドが実現が可能になるというものだった。つまりこの大事業のために、巨額の銀行資金を導入しなければならないが、そのためレジャー用地の残りを用途変更し、万一に備えて担保力を高め、売却できるようにすることが必要であった。オリエンタルランドの高橋は千葉県知事の川上紀一に強力に要請した。その間、高橋は副知事の沼田武（のち知事）とともに、日本興業銀行を説得して融資の約束を取り付け、次いで三井信託銀行を同調させ、ここに資金調達のメドをつけることに成功した。またこの時、川崎知事が今でいう規制緩和の約束をした。その要旨は「レジャー用地60万坪のうち、東京ディズニーランド以外の土地約30万坪につき、万一東京ディズニーランド事業の不調などやむを得ないと県が認める場合、住宅用地等に地目を変更して売却処分し、資金補填、損失補填してよい」というものだった。
千葉県がこのような約束をしてくれたので、江戸は銀行に迷惑をかけるような事態は回避できると判断して、高橋に「ゴー」サイン出した。決断にあたっては松下幸之助にも相談したところ、松下は江戸を励ましてくれると同時に、自ら松下のパビリオンを東京ディズニーランドに出して、40億円余を拠出する大口スポンサーになることまでを約してくれた。江戸のゴーサインによって、三井不動産はオリエンタルランドに対し、債務保証など資金援助を約束した。かくて1980年（昭和55年）7月、日本興業銀行と三井信託銀行を幹事とし、22社からなる大掛かりな協調融資団が結成され、東京ディズニーランドは建設に向け、大きく前進し、ピーク時には1600億円に上る借入金が支障なく供給された。
1983年（昭和58年）4月、東京ディズニーランドはオープンした。結局、開園までの東京ディズニーランドの建設には、開業費を含め、総額1400億円の資金が投じられた。

## 交流のあった政治家
財界の実力者だが世話好きとの評価が高く、誰であれ分け隔てなく接し、独自のコネクションを形成し、中には銀座の与太者の頭もいたといわれる。
江戸が三井本社の文書課長だった時、成田知巳（日本社会党委員長）は三井化学の文書課長で、毎週役員会の連絡に来ていた。成田は能力抜群、名文達筆、計数に明るく人柄もよく、将来の大物と期待されていた。戦後、成田は長文の三井家批判を新聞に寄せ、中立で衆議院選挙に立候補するが、その時の証拠金10万円は江戸が貸した。この選挙で成田は落選し、利息ともに証拠金を返してきたが江戸は利息は返した。次の選挙で成田は社会党から出馬して当選している。
池田勇人とは自宅がそばだったので非常に懇意にし、三井をやめて政治家にならないかと誘われたが、池田の側近の大平正芳が「政治家みたいな職業はワリがあわず大変だ。せっかく三井でやってて、政治家になるようなバカげたことはするな」といって引き止めた。田中角栄とも大変親しく、田中が江戸の自宅を訪ねてきたことがあったほか、池田に頼まれ田中の娘の仲人も務めた。
このほか、水高後輩の水田三喜男の娘の仲人をやったほか、同様に後輩である後藤田正晴とも懇意で後援会長を務めた。

## 教育などとのかかわり
桐朋学園は、敗戦直後、在野の有力楽壇人が音楽の早期一貫教育を目指し、1948年（昭和23年）、東京家政学院の焼けビルに発足した子供のための音楽教室に端を発するが、一貫教育の建前から52年には高校が必要となり、高校創設のため先生や父兄の一部が動くが、一向に実現に至らなかった。このため、それを見かねた江戸が妻の弘子も講師の一人、娘たちも生徒であったこともあり、一肌脱ぐことにした。
江戸は水高同級の柴沼が当時、東京教育大学学長で桐朋学園理事長を兼ねていたことから、学校創設の件を相談したところ、仙川の桐朋女子高等学校の空き教室を提供してもらえることになり、女子高校主事だった生江義男（のち桐朋学園理事長）の全面協力を得て、高校に音楽科が設置された。これが現在の桐朋学園大学のルーツである。江戸は柴沼の死去後、理事長を担い、桐朋音楽科の後見人として政財界や建築業者へのパイプ役を務めた。
また後任難の理由で東京家政学院の理事長も引き受け、同校が町田市に四年制大学を創設しようとした際、市長が社会党でまったく問題にされなかったが、江戸が旧知の成田委員長に申し入れたところ、一転して前向きに援助が行われ、東京家政学院大学が開学した。
戦時中の疎開先を軽井沢に求めた縁から野鳥に関心を持ち、日本野鳥の会に入会。同会が財政危機に陥った際、水高後輩で同好の法華津孝太（極洋捕鯨社長・山階鳥類研究所専務理事）、と語らい再建に協力、理事陣に参加した。

## 家族
妻の弘子はピアニストで子供のための音楽教室講師、桐朋学園大学音楽学部教授を務めた。もうけた3人の娘はいずれも数え年4つのころからピアノをやらせ、その後長女の京子はピアノ、次女の純子はヴィオラ、3女はヴァイオリンを専攻した。江戸は自身が波乱の多かった時代に生きた経験から、女といえども、働ける能力を持つことが本人の将来に役立ち、およそ一芸に達するにはひと通りでない努力と苦労が必要であるが、それが子どもの人間形成に役立つとの持論があり、多年ピアノ教育にあたってきた妻は専門家として、2代目である子どもたちに音楽について特別の才能を認め、これを伸ばしてやりたいとの念願をもった。
京子は子供のための音楽教室、桐朋女子高校で同期だった小澤征爾と結婚するが、当初からうまく行かず、婚姻関係は4年ほどで破綻した。江戸はこの時代、小澤に金銭的援助を行っていたと言われる。しかし離婚後も、小澤のことを「息子だ」と言って、亡くなるまでかわいがった。

### 注
1. ↑  戦前の「三井御三家」は三井銀行、三井物産、三井鉱山であったが、戦後、三井鉱山が斜陽化したため、代わりに三井不動産が「三井御三家」に数えられた[1]。

1. 1 2  菊地 2019, p. 129.
2. ↑  私の履歴書　経済人 18 1981, p. 377.
3. ↑  私の履歴書　経済人 18 1981, p. 378.
4. ↑  私の履歴書　経済人 18 1981, p. 383.
5. ↑  私の履歴書　経済人 18 1981, p. 384.
6. ↑  私の履歴書　経済人 18 1981, p. 385.
7. 1 2 3 4  私の履歴書　経済人 18 1981, p. 386.
8. 1 2  私の履歴書　経済人 18 1981, p. 388.
9. ↑  私の履歴書　経済人 18 1981, p. 389.
10. 1 2  私の履歴書　経済人 18 1981, p. 392.
11. 1 2  私の履歴書　経済人 18 1981, p. 393.
12. ↑  私の履歴書　経済人 18 1981, p. 390 - 391.
13. ↑  私の履歴書　経済人 18 1981, p. 393 - 394.
14. 1 2 3  私の履歴書　経済人 18 1981, p. 395.
15. ↑  私の履歴書　経済人 18 1981, p. 396.
16. ↑  私の履歴書　経済人 18 1981, p. 396 - 397.
17. 1 2 3 4  私の履歴書　経済人 18 1981, p. 398.
18. 1 2  江戸 1994, p. 58.
19. ↑  江戸 1994, p. 57.
20. ↑  江戸 1994, p. 76.
21. ↑  江戸 1994, p. 81.
22. ↑  私の履歴書　経済人 18 1981, p. 406.
23. ↑  江戸 1994, p. 406.
24. ↑  私の履歴書　経済人 18 1981, p. 404.
25. 1 2 3 4  私の履歴書　経済人 18 1981, p. 415.
26. 1 2 3 4  私の履歴書　経済人 18 1981, p. 416.
27. 1 2 3 4  私の履歴書　経済人 18 1981, p. 417.
28. ↑  私の履歴書　経済人 18 1981, p. 420.
29. ↑  私の履歴書　経済人 18 1981, p. 421.
30. ↑  私の履歴書　経済人 18 1981, p. 422 - 423.
31. ↑  私の履歴書　経済人 18 1981, p. 423.
32. 1 2  私の履歴書　経済人 18 1981, p. 424.
33. 1 2 3 4  江戸 1994, p. 132.
34. 1 2  私の履歴書　経済人 18 1981, p. 428.
35. ↑  江戸 1994, p. 135 - 136.
36. ↑  江戸 1994, p. 136.
37. ↑  江戸 1994, p. 136 - 137.
38. 1 2 3 4  江戸 1994, p. 138.
39. 1 2  江戸 1994, p. 139.
40. ↑  私の履歴書　経済人 18 1981, p. 428 - 429.
41. 1 2 3  私の履歴書　経済人 18 1981, p. 429.
42. 1 2  江戸 1994, p. 142.
43. ↑  私の履歴書　経済人 18 1981, p. 430.
44. ↑  江戸 1994, p. 142 - 143.
45. ↑  江戸 1994, p. 149.
46. ↑  江戸 1994, p. 165.
47. ↑  私の履歴書　経済人 18 1981, p. 433.
48. 1 2 3 4  私の履歴書　経済人 18 1981, p. 435.
49. 1 2 3  私の履歴書　経済人 18 1981, p. 436.
50. 1 2 3 4 5 6  私の履歴書　経済人 18 1981, p. 437.
51. 1 2 3  江戸 1994, p. 189.
52. ↑  私の履歴書　経済人 18 1981, p. 437 - 438.
53. 1 2 3 4  私の履歴書　経済人 18 1981, p. 438.
54. 1 2  江戸 1994, p. 192.
55. ↑  不動産流通経営協会五十年史不動産流通経営協会
56. ↑  江戸 1994, p. 193.
57. ↑  江戸 1994, p. 194.
58. ↑  江戸 1994, p. 209 - 210.
59. 1 2  江戸 1994, p. 210.
60. 1 2  江戸 1994, p. 211.
61. ↑  江戸 1994, p. 212.
62. 1 2  「江戸英雄さん 三井不動産取締役相談役　ひと」『朝日新聞』1995年5月11日 3頁
63. 1 2  「三井結束に腐心 三井不動産元社長・江戸英雄氏を悼む」『朝日新聞』1997年11月14日 12頁
64. 1 2  江戸 1994, p. 144.
65. 1 2 3  江戸 1994, p. 145.
66. 1 2 3 4  江戸 1994, p. 235.
67. ↑  私の履歴書　経済人 18 1981, p. 391 - 392.
68. ↑  江戸 1994, p. 213.
69. ↑  江戸 1994, p. 214.
70. 1 2  江戸 1994, p. 218.
71. 1 2 3 4 5 6  江戸 1994, p. 219.
72. ↑  江戸 1994, p. 215.
73. 1 2 3 4 5  江戸 1994, p. 220.
74. 1 2  江戸 1994, p. 221.
75. 1 2  江戸 1994, p. 222.
76. 1 2 3  江戸 1994, p. 223.
77. 1 2 3 4 5  江戸 1994, p. 224.
78. 1 2  江戸 1994, p. 225.
79. ↑  江戸 1994, p. 227.
80. ↑  『銀座遊侠伝』
81. 1 2 3 4  江戸 1994, p. 34.
82. ↑  江戸 1994, p. 47.
83. 1 2 3  江戸 1994, p. 48.
84. ↑  『1000億円を動かした男 田中角栄・全人像』文藝春秋増刊、2016年8月号、462頁。
85. ↑  私の履歴書　経済人 18 1981, p. 452 - 453.
86. 1 2 3 4 5  私の履歴書　経済人 18 1981, p. 453.
87. ↑  『わが音楽 わが人生』p.242
88. 1 2 3 4 5 6  私の履歴書　経済人 18 1981, p. 454.
89. ↑  『わが音楽 わが人生』p.244
90. 1 2  江戸 1994, p. 49.
91. ↑  私の履歴書　経済人 18 1981, p. 418.
92. ↑  私の履歴書　経済人 18 1981, p. 391.
93. 1 2 3 4  すしやの証文 1990, p. 96.
94. ↑  すしやの証文 1990, p. 97.
95. 1 2  “私の履歴書 小澤征爾（19）トロント響 曲目や人事…多くを学ぶ　父を招待、頼み事に面食らう”. 日本経済新聞. (2014年1月20日) 2022年3月19日閲覧。
96. ↑  私の履歴書　経済人 18 1981, p. 451.
97. ↑  『週刊新潮』1979年4月26日号。

## 著書
- 『すしやの証文』朝日新聞社、1966年。
  - 『すしやの証文』中公文庫、1990年7月。ISBN 978-4122017252。
- 安井正義、伊藤伝三、川井三郎、北裏喜一郎、安藤豊禄、江戸英雄『私の履歴書　経済人 18』日本経済新聞社、1981年2月。ISBN 978-4532030681。
- 『私の三井昭和史』東洋経済新報社、1986年5月。ISBN 978-4492812754。
  - 『三井と歩んだ70年』朝日文庫、1994年7月。ISBN 978-4022610270。

## 関連書籍
- 『江戸英雄追悼集』江戸英雄追悼集編集委員会、1998年11月。